# Benquerencia de la Serena (ort)
Benquerencia de la Serena är en ort i Spanien. Den ligger i provinsen Provincia de Badajoz och regionen Extremadura, i den centrala delen av landet, 250 km sydväst om huvudstaden Madrid. Benquerencia de la Serena ligger 675 meter över havet och antalet invånare är 964.
Terrängen runt Benquerencia de la Serena är kuperad åt sydväst, men åt nordost är den platt. Benquerencia de la Serena ligger uppe på en höjd. Runt Benquerencia de la Serena är det glesbefolkat, med 9 invånare per kvadratkilometer. Närmaste större samhälle är Castuera, 5,5 km nordväst om Benquerencia de la Serena. Trakten runt Benquerencia de la Serena består till största delen av jordbruksmark.